# Марков Дмитро Валерійович
Дмитро Валерійович Марков (біл. Дзмітрый Валер’евіч Маркаў, англ. Dmitri Markov; нар. 14 березня 1975) — австралійський (із 1999) легкоатлет білоруського походження, який спеціалізувався на стрибках з жердиною.

## Спортивні досягнення
Фіналіст олімпійських змагань зі стрибків з жердиною на двох Іграх — 5-е місце у 2000 та 6-е місце у 1996. На Олімпіаді 2004 року не зміг подолати кваліфікаційний раунд змагань зі стрибків у довжину.
Чемпіон світу зі стрибків з жердиною (2001). Срібний призер чемпіонату світу зі стрибків з жердиною (1999). Фінішував 4-м у цій дисципліні на чемпіонаті світу в Парижі (2003).
Срібний призер чемпіонату світу серед юніорів зі стрибків з жердиною (1994).
Срібний призер Ігор Співдружності зі стрибків з жердиною (2006).
Чемпіон Європи в приміщенні зі стрибків з жердиною (1996).
Чемпіон Австралії зі стрибків з жердиною (1998, 2001, 2003, 2004).
Рекордсмен Океанії зі стрибків з жердиною — 6,05 (2001).

## Визнання
- Член Зали слави легкої атлетики Австралії (2012)[1]